# Перебатино

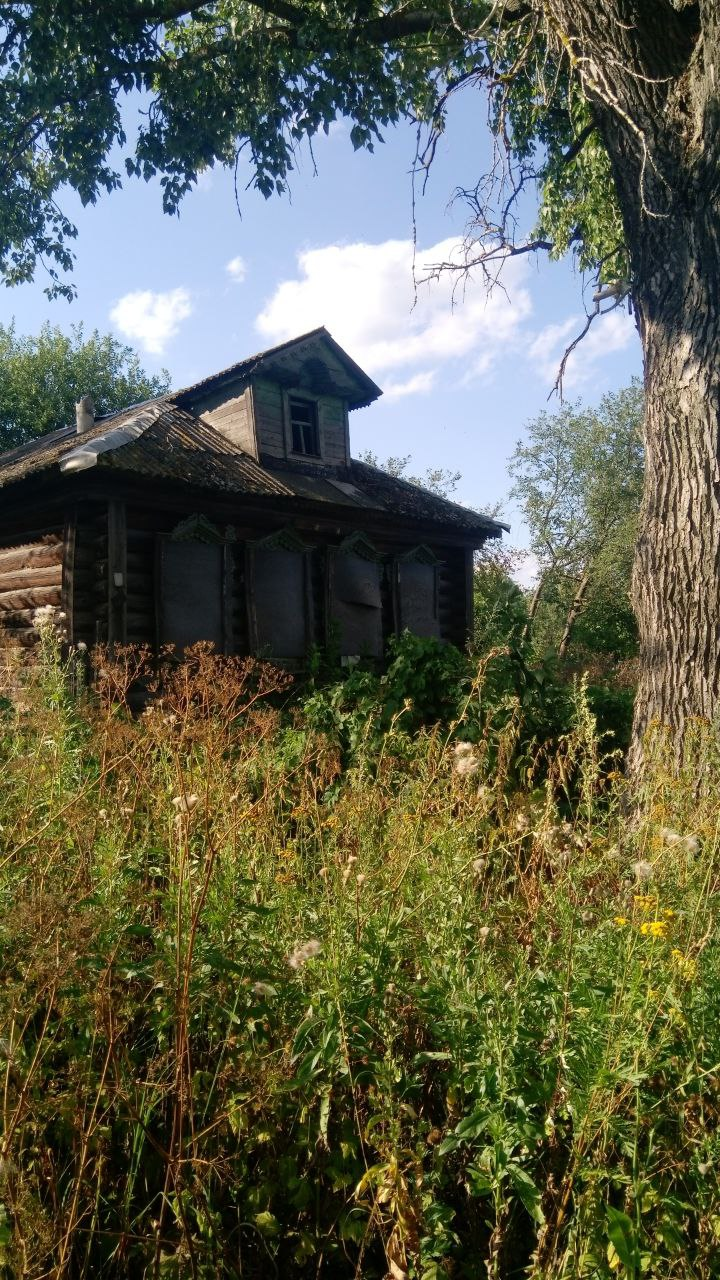
Старый дом в перебатино

Переба́тино — деревня в Воскресенском муниципальном районе Московской области. Входит в состав сельского поселения Фединское. Население — 0 чел. (2010).

## География
Деревня Перебатино расположена в юго-западной части Воскресенского района, примерно в 2 км к западу от города Воскресенска. Высота над уровнем моря 140 м. Рядом с деревней протекает река Крупинка. К деревне приписано СНТ Перебатино. Ближайший населённый пункт — деревня Гостилово.

## Название
Название связано с некалендарным личным именем Перебатя.

## История
В 1926 году деревня входила в Фединский сельсовет Спасской волости Бронницкого уезда Московской губернии.
С 1929 года — населённый пункт в составе Воскресенского района Коломенского округа Московской области, с 1930-го, в связи с упразднением округа, — в составе Воскресенского района Московской области.
До муниципальной реформы 2006 года Перебатино входило в состав Гостиловского сельского округа Воскресенского района.

## Население
В 1926 году в деревне проживало 84 человека (42 мужчины, 42 женщины), насчитывалось 17 крестьянских хозяйств. По переписи 2002 года — 1 человек (1 мужчина).
| 1926 | 2002 | 2010 |
| ---- | ---- | ---- |
| 84   | ↘1   | ↘0   |